# مجنون (فیلم)
مجنون فیلمی ایرانی محصول ۱۳۶۹ به نویسندگی و کارگردانی رسول ملاقلی‌پور است. تهیه‌کنندگان این فیلم محمدرضا علیقلی، رسول ملاقلی‌پور و مسعود کرامتی هستند.

## خلاصه داستان
ناصر برای تهیه پول که صرف مداوای بیماری قندش و بهبود زندگی بی‌سروسامان خود و دوستش منوچهر کند، به خواسته شخصی به نام صفدری برای بمب‌گذاری در یکی از مناطق پرازدحام جنوب شهر تهران، تن می‌دهد...